# Aylar Lie
Aylar Lie (آیلار لی) (Teherán, 1984. február 12. –) iráni származású norvég modell, pornószínésznő. Legismertebb szerepe Basshunter klipjeinek női főszerepe.

## Élete
Aylar kétévesen került norvégiai nevelőszüleihez, folyékonyan beszél perzsául, norvégul és angolul. Néhány pornófilm után úgy döntött, hogy véget vet pornófilmes karrierjének és modellkedni kezd. 2004-ben benevezett a Miss Norvégia versenyre, de miután kiderült, hogy felnőtt filmekben szerepelt, kizárták a versenyből. 2005-ben részt vett a Nordic Big Brotherben.

## Filmográfia
- 2002: Throat Gaggers 3
- 2002: Pink Pussycats (Norsk Porrchock)
- 2002: Breakin' Em In 3
- 2002: Brand New!
- 2002: 18 And Nasty Interracial 2
- 2002: Just Over 18 5
- 2002: Little White Chicks... Big Black Monster Dicks 17
- 2003: Cum Dumpsters 3
- 2007: Dådyr
- 2007: Basshunter – Now You're Gone (Videóklip)
- 2008: Basshunter - All I Ever Wanted (Videóklip)
- 2008: Basshunter - Angel in the Night (Videóklip)
- 2008: Basshunter - I Miss You (Videóklip)
- 2009:  Yousef
- 2009: Basshunter - Every Morning (Videóklip)
- 2009: Basshunter - I Promised Myself (Videóklip)
- 2009: Basshunter - I Promised Myself (Pete Hammond Remix) (Videóklip)
- 2009: Basshunter - Jingle Bells (Videóklip)
- 2012: Basshunter - Northern Light (Videóklip)

## Fordítás
- Ez a szócikk részben vagy egészben  az   Aylar Lie című angol Wikipédia-szócikk fordításán alapul.  Az eredeti cikk szerkesztőit annak laptörténete sorolja fel. Ez a jelzés csupán a megfogalmazás eredetét és a szerzői jogokat jelzi, nem szolgál a cikkben szereplő információk forrásmegjelöléseként.